# Завадувка (гміна Холм)
Завадувка (пол. Zawadówka) — село в Польщі, у гміні Холм Холмського повіту Люблінського воєводства. Населення — 427 осіб (2011).

## Історія
За даними етнографічної експедиції 1869—1870 років під керівництвом Павла Чубинського, у селі здебільшого проживали греко-католики, які розмовляли українською мовою.
У 1975—1998 роках село належало до Холмського воєводства.

## Демографія
Демографічна структура станом на 31 березня 2011 року:
|          | Загалом | Допрацездатний вік | Працездатний вік | Постпрацездатний вік |
| -------- | ------- | ------------------ | ---------------- | -------------------- |
| Чоловіки | 213     | 62                 | 134              | 17                   |
| Жінки    | 214     | 42                 | 133              | 39                   |
| Разом    | 427     | 104                | 267              | 56                   |